# José Cano Coloma
José Cano Coloma (Valencia, 4 de noviembre de 1902-íd., 20 de septiembre de 1982) fue un abogado y político español, alcalde de Valencia durante la Segunda República y parte de la Guerra Civil (desde marzo de 1936 hasta febrero de 1937). Miembro de la masonería, tuvo el nombre simbólico de Gayo, en la logia "Germaníes" núm. 65 de Valencia.

## Trayectoria
Fue elegido diputado en las Cortes Constituyentes de 1931 por el Partido Republicano Radical Socialista en la segunda vuelta, en octubre. Previamente había sido elegido concejal del ayuntamiento de Valencia. Además, era letrado asesor en los ayuntamientos de Albal y El Puig. En 1934 se incorporó a Izquierda Republicana. Alcalde de Valencia desde el 1 de marzo de 1936, dos días después del inicio de la Guerra Civil intervino decisivamente para impedir —con poco éxito— la quema de templos en la ciudad de Valencia. Sin embargo, con la ayuda de las fuerzas de orden público, pudo rescatar los restos quemados de la imagen de la Mare de Déu dels Desemparats, patrona de la ciudad, y llevarlos al ayuntamiento al objeto de evitar que fuesen destruidos por completo, para lo que permitió que quedase tapiada en un pasillo del ayuntamiento para proteger los restos hasta su futura restauración. 
En 1938 fue detenido en Barcelona por el Servicio de Información Militar (SIM) acusado de ayudar a los sublevados, pero antes de terminar la guerra fue puesto en libertad. Al final del conflicto permaneció en Valencia, donde fue detenido por las tropas de ocupación y encarcelado, juzgado en consejo de guerra por auxilio a la rebelión, siendo condenado a veinte años y un día de reclusión el 28 de septiembre de 1939. Cumplió la pena en la misma ciudad, Valencia, después en Andalucía y se fugó de la cárcel en 1943 cuando se encontraba en Guipúzcoa. Se trasladó clandestinamente a Valencia donde se ocultó como un topo de la guerra. Durante los siete años que permaneció oculto, fue juzgado por el Tribunal para la Represión de la Masonería y el Comunismo (TERM), quedando el proceso en suspenso. En 1950, después de permnecer siete años escondido y tras dictarse una amnistía parcial por la que quedaban en libertad los condenados de varios procedimientos, entre ellos el suyo, se entregó a la policía franquista. No obstante el TERM reabrió el procedimiento por masón y lo condenó a doce años y un día de reclusión menor y cinco años de inhabilitación el 5 de mayo de 1951. Meses más tarde se le permitió cumplir la pena en su domicilio y se levantó parcialmente la inhabilitación.